# Дарам
Дарам (енгл. Durham) је мали град и главно насеље у истоименом дистрикту, у округу Дарам, у Енглеској. Познат је по својој катедрали у норманском стилу и замку из 11. вијека, такође у норманском стилу. У Дараму се налази и Универзитет у Дараму, као и Дарамски затвор.

## Историја

### Рана историја
Археолошки налази упућују да су прва људска насеља на овом подручју постојала отприлике 2000. п. н. е. Јасни историјски подаци о тренутном насељу се могу пратити уназад до 995. године, када је група монаха из Линдисфарна изабрала ову локацију као стратешки важну због брдовитог терена, и ту донијела тијело Светог Катберта које је раније лежало у Честер-ле-Стриту, да би основали и цркву на том мјесту. (Легенда каже да је монахе на то мјесто довела жена која је изгубила смеђу краву и у потрази наишла на ово мјесто гдје се изгубљена крава одмарала). Данашња Дарамска катедрала је изграђена 1093. године и она и данас садржи посмртне остатке Светог Катберта, као и Беде Поштованог. Писац Бил Брајсон је ову катедралу описао као „најљепшу катедралу на свијету“.

### Средњи вијек
У средњем вијеку Дарам је био главни центар свјетовне и духовне моћи, углавном због важности свог стратешког положаја у близини границе са Шкотском. Округ Дарам је био палатинат којим су владали принчеви-бискупи са свјетовном влашћу и јаком аутономијом у односу на Вестминстер — производили су сопствене новчиће, имали засебну војску којом су управљали по својој вољи и имали правни систем. Сваки бискуп Дарама од 1071. до 1836. године је био принц-бискуп (еквивалент владике) осим бискупа Волчера, ког су поставили Нормани, који је био војвода-бискуп. Хенрих VIII је укинуо нека права и моћи ових принчева-бискупа и, 1538. године, наредио уништење шкриње Светог Катберта.

### Од 19. вијека до данас
Од 1832. године су све велике моћи бискупа укинуте Великим реформским актом из 1832. године. Исте године је основан и Универзитет у Дараму, који се састоји од неколико зграда на Бејлију и брду Елвет на другој страни ријеке. У 19. вијеку Дарам је постао и значајно извориште угља. Прво Велико састајање рудара Дарама (Durham Miners' Gala) се одржало 1871. године и до данас је остало популарно годишње славље.

## Географија
Дарам је смјештен 21 km југозападно од Сандерланда. Ријека Вир, са обалама густо обраслим шумом, тече кроз град ка сјеверу, кривудајући тако да са три стране окружује град, чинећи на тај начин „полуострво“ Дарама, звано Бејли (енгл. The Bailey). Западно од центра града, ријека Брауни тече ка југу да би се тамо улила у Вир.

## Подручја Дарама
У центру Бејлија се налази Пијаца, на којој још увијек постоје старе тезге. Затворена пијаца се налази недалеко од ове, а цио овај комплекс је главни трговински дио града. Полазећи од Пијаце, Бејли води поред Зелене палате — травнатог подручја са двије стране окруженог Дарамским замком и Дарамском катедралом, који скупа заузимају највећи дио Бејлија.
Ван Пијаце постоје три стара друма. Улица Седлер води ка југоистоку, према мостовима Пребендс и Елвет и према Бејлију. Мост Елвет води ка подручју Елвет и Дарамском затвору. Мост Пребендс је мањи и пружа прилаз Јужном Дараму из Бејлија. Према западу, улица Силвер води из Бејлија ка мосту Фрамвелгејт и ка Сјеверном друму, још једном већем трговинском дијелу града. Одавде се град шири ка Фрамвелгејту, Кросгејту и Невилс Кросу.
Многи унутрашњи дијелови града су данас насељени студентима који ту изнајмљују станове.

## Клима
Као и остатак Уједињеног Краљевства, и Дарам припада умјереном појасу. Просјек од 643,3 милиметра падавина годишње је нижи од од националног просјека који износи 1125 милиметара. То значи да у просјеку само за вријеме 121,3 дана годишње пада више од 1 милиметра, што је знатно мање од националног просјека од 154,4 дана. У овој области сунце сија 1374,6 сати годишње, што је опет знатно више од националног просјека од 1125,0 сати. Просјечна дневна највиша температура је 12,5 °C, а најнижа 5,2 °C.
Испод су изложени просјеци највиших и најнижих температура по мјесецима:
| Клима у Дараму | Клима у Дараму | Клима у Дараму | Клима у Дараму | Клима у Дараму | Клима у Дараму | Клима у Дараму | Клима у Дараму | Клима у Дараму | Клима у Дараму | Клима у Дараму | Клима у Дараму | Клима у Дараму | Клима у Дараму | Клима у Дараму |
| Month | Јан            | Феб            | Мар            | Апр            | Мај            | Јун            | Јул            | Авг            | Сеп            | Окт            | Нов            | Дец            | Година         |                |
| --- | -------------- | -------------- | -------------- | -------------- | -------------- | -------------- | -------------- | -------------- | -------------- | -------------- | -------------- | -------------- | -------------- | -------------- |
| Просјечна највиша температура у Целзијусима                                                                            | 6,2            | 6,7            | 9,0            | 11,2           | 14,5           | 17,2           | 19,8           | 19,6           | 16,7           | 13             | 9,0            | 7,0            | 12,5           |                |
| Просјечна најнижа температура у Целзијусима                                                                            | 0,6            | 0,8            | 2,1            | 3,3            | 5,7            | 8,5            | 10,7           | 10,6           | 8,6            | 6,0            | 3,1            | 1,5            | 5,2            |                |
| Падавине у милиметрима                                                                                                 | 56,2           | 38,8           | 51,1           | 52,0           | 49,5           | 54,8           | 44,5           | 61,3           | 57,5           | 56,9           | 61,5           | 59,2           | 643,3          |                |
| Извор података: МЕТ: Климатски просјеци у Дараму од 1971. до 2000. године Архивирано на веб-сајту (29. септембар 2007) |                |                |                |                |                |                |                |                |                |                |                |                |                |                |

## Превоз
Дарамска жељезничка станица је смјештена Главној линији источне обале између Единбурга и Лондона. Воз који Дараму прилази са југа у Дарам улази преко великог вијадукта у викторијанском стилу високо изнад града. Највећи британски ауто-пут А1 пролази поред града са источне стране (његов претходник, пут А167, пролази поред града са западне стране). Сјеверно од града лежи аеродром Њукасл, а јужно аеродром „Дарам тиз вели“ (енгл. Durham Tees Valley Airport), оба удаљена по око 40 km.

## Познате личности
- Арчер, Гем
- Аткинсон, Роуан, познати глумац
- Барнс, Барнаби, пјесник из средњег вијека
- Блер, Тони, политичар и бивши премијер Уједињеног Краљевства

## Градови побратими
- Дарам[4]
- Кострома
- Тибинген